# Jonathan Spence
Pour les articles homonymes, voir Spence.
Jonathan Dermot Spence (né le 11 août 1936 dans le Surrey et mort le 25 décembre 2021 à West Haven, Connecticut) est un historien américain d'origine britannique, enseignant à l'université Yale aux États-Unis. 
Spécialiste de la Chine depuis le XVIIe siècle, et en particulier de la dynastie Qing, il a écrit des livres qui ont connu un vif succès.

## Éducation
Jonathan Spence entre à treize ans au Winchester College. À partir de 1954, il effectue un service militaire de deux ans en Allemagne puis obtient son diplôme au Clare College de l'université de Cambridge en 1959. Il poursuit ses études à l'université Yale grâce à une bourse de la fondation Carnegie Mellon. C'est là que s'éveille son intérêt pour la Chine. Il passe son doctorat en 1965, avec une thèse sur Kangxi et Cao Yin et rejoint l'année suivante le corps enseignant de Yale.

## Livres
- Ts’ao Yin and the K’ang-hsi Emperor: Bondservant and Master, 1966
- Emperor of China: Self-Portrait of K'ang-Hsi , 1974
- The Death of Woman Wang, 1978
- To Change China: Western Advisers in China, 1620-1960, 1980
- The Memory Palace of Matteo Ricci, 1984
- The Question of Hu, 1987
- Chinese Roundabout: Essays on History and Culture
- The Gate of Heavenly Peace: The Chinese and Their Revolution 1895-1980
- The Chan's Great Continent: China in Western Minds
- The Search for Modern China, 1990
- God's Chinese Son, 1996
- Century in Crisis Modernity and Tradition in the Art of Twentieth-Century China, avec Julia Andrews, 1998
- Mao Zedong, 1999
- Treason by the Book, 2006
- Return to Dragon Mountain: Memories of a Late Ming Man, 2007

### Traduit en français
- Le palais de mémoire de Matteo Ricci, Payot, 1986.

### Préfacier
- Red-color News Soldier : a Chinese photographer's odyssey through the cultural revolution by Li Zhensheng, ed. by Robert Pledge, adapt. from interviews by Jacques Menasche, introd. by Jonathan Spence, London, Phaidon Press, 2003.  (ISBN 0-7148-4308-3).
- Le Petit Livre rouge d'un photographe chinois : Li Zhensheng et la Révolution culturelle, texte de Li Zhensheng adapté d'entretiens par Jacques Menasche, texte additionnel de Jacques Menasche, éd. par Robert Pledge, introd. de Jonathan D. Spence, trad. par Sabine Boulongne, Paris, Phaidon, 2003, 315 p., ill.  (ISBN 0-7148-9354-4).